# 腹帯駅
腹帯駅（はらたいえき）は、岩手県宮古市腹帯にある、東日本旅客鉄道（JR東日本）山田線の駅。

## 歴史
- 1934年（昭和9年）11月6日：開業[2][3]。
- 1946年（昭和21年）11月26日：風水害により不通となる。
- 1953年（昭和28年）3月25日：当駅以東が復旧[2]。
- 1954年（昭和29年）11月21日：当駅以西が復旧し、全線が復旧する[2]。
- 1961年（昭和36年）11月1日：貨物の取り扱いを廃止[3]。
- 1971年（昭和46年）8月15日：荷物の扱いを廃止[4]。無人化[5]。
- 1987年（昭和62年）4月1日：国鉄分割民営化により、東日本旅客鉄道の駅となる[2][3]。
- 2024年（令和6年）10月1日：えきねっとQチケのサービスを開始[1][6]。

## 駅構造
単式ホーム1面1線を有する地上駅である。待合所のみ設置されている。
盛岡駅管理の無人駅である。

## 駅周辺
- 腹帯簡易郵便局
- 国道106号
- 岩手県北バス「腹帯」停留所
- 新里地域バス・川井地域バス「腹帯駅前」停留所

## 隣の駅
東日本旅客鉄道（JR東日本）
■山田線
□快速「リアス」
通過
■普通
陸中川井駅 - 腹帯駅 - 茂市駅